# 漢斯·亞斯伯格
約翰·腓特烈·卡爾·「漢斯」·亞斯伯格（1906年2月18日—1980年10月21日，又譯阿斯佩爾格爾、亞斯柏格、亞氏保加等），奧地利的兒科醫生及精神病專家，是自闭症研究先驱。亞斯伯格症候群即因其命名。

## 爭議
- 亞斯伯格的謊言：參加納粹「優生滅絕」的小兒科權威 | 過去24小時 | 轉角國際 udn Global （页面存档备份，存于）
- 在希特勒眼皮底下拯救殘疾兒童的醫師，竟是納粹「優生學」共謀！史學家翻舊檔揭駭人真相-風傳媒 （页面存档备份，存于）
- Did Hans Asperger actively assist the Nazi euthanasia program? | Molecular Autism | Full Text （页面存档备份，存于）
- Hans Asperger, National Socialism, and “race hygiene” in Nazi-era Vienna | Molecular Autism | Full Text （页面存档备份，存于）

### 引用
1. ↑  .   [2022-10-08]. （原始内容存档于2022-10-09）.

## 外部連結
- . PAAINS. 2004  [2016-01-01]. （原始内容存档于2011-04-05）.